# Åsebro

Åsebro är en by vid Dalbergsån i Melleruds kommun, Dalsland. Det finns ett enskilt kraftverk sedan 1914. 
Här bildades en gång företaget Åseglass, vilket numera ligger i Trollhättan. 
I Åsebro finns en aktiv idrottsförening, Åsebro IF, med både herr- och damfotboll på programmet. Åsebro IF bildades 1963 som en sammanslagning av Bolstad GoIF, Grinstad IF och Erikstad GoSK. 
I anslutning till den egna idrottsanläggningen Rudevi finns en festplats där det i augusti varje år ordnas en spelstämma som i första hand lockar dragspelare.  
Åsebro skola har förskola, förskoleklass, fritidshem och grundskola årskurs 1-6.

## Källhänvisning
1. ↑  ”Åsebro”. vattenkraft.info - Info om Svensk vattenkraft. http://vattenkraft.info/?id=1376. Läst 22 maj 2013.